# XIX distrito de París
El XIX distrito de París (19.° distrito de París), también conocido como distrito de Buttes-Chaumont, situado en la margen derecha del Sena, es uno de los 20 distritos de París, Francia.  
Este distrito alberga el parque público Parc des Buttes Chaumont, situado en una colina, el Parque de la Villette, que abarca la Cité des Sciences et de l'Industrie, que es un centro de exposiciones dedicado a la ciencia y las industrias, y la Cité de la Musique, que alberga el Conservatorio de París, una de las más renombrados escuelas de música en Europa. Además, es cruzado por el Canal Saint-Denis y el Canal de l'Ourcq, que se unen a la altura del Parque de la Villette.

## Administración

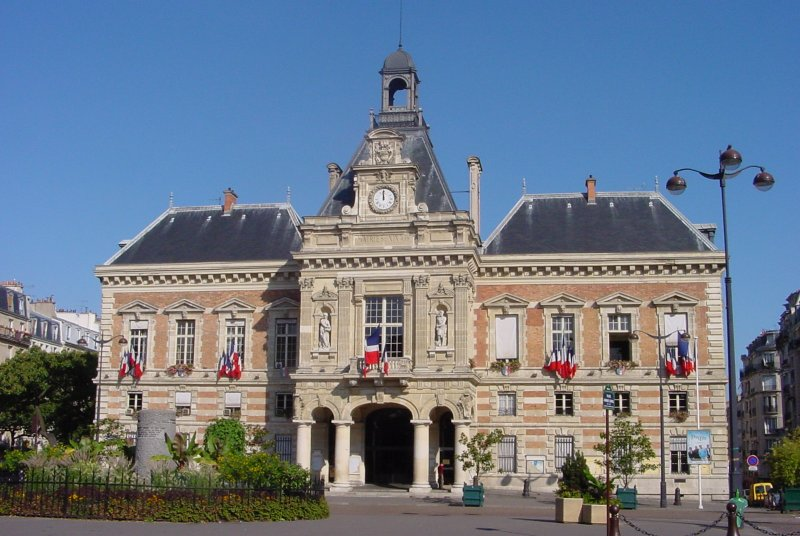
Alcaldía del XIX Distrito.

El distrito está dividido en cuatro barrios:
- Barrio Saint-Vincent-de-Paul
- Barrio del Pont-de-Flandres
- Barrio de Amérique
- Barrio del Combat

Su alcalde actual es Roger Madec (PS). Fue elegido en 2008 por seis años. 

## Demografía
El Distrito contaba en el último censo de 2005 con 187 200 habitantes sobre una superficie de 679 hectáreas, lo que representa una densidad de 27 586 hab/km². Es el mayor nivel de población conocido por el distrito desde que se realizan censos. 
| Año (censo nacional)     | Población | Densidad (hab. por km²) |
| ------------------------ | --------- | ----------------------- |
| 1872                     | 93 174    | 13 730                  |
| 1954                     | 155 058   | 22 845                  |
| 1962                     | 159 568   | 23 514                  |
| 1968                     | 148 862   | 21 937                  |
| 1975                     | 144 357   | 21 273                  |
| 1982                     | 162 649   | 23 968                  |
| 1990                     | 165 062   | 24 324                  |
| 1999                     | 172 730   | 25 454                  |
| 2005 (pico de población) | 187 200   | 27 586                  |

## Lugares de interés
- Parques : 
  - Parque des Buttes-Chaumont
  - Parc de la Villette

- Canales :
  - Canal Saint-Denis
  - Canal de l'Ourcq

- Hospitales : 
  - Hospital Robert-Debré

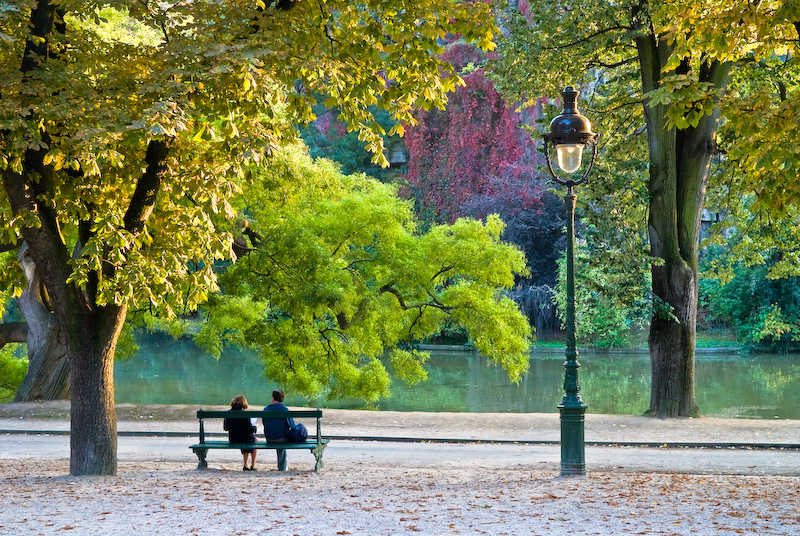
El Parc des Buttes Chaumont.

- Centros culturales y lugares de exposición
  - Cité des sciences et de l'industrie
  - Grande halle de La Villette
  - Cité de la musique
  - Conservatorio de París